# Iglesia de San Antonio (Lahore)
La Iglesia de San Antonio se localiza a 270 kilómetros al sureste de Islamabad, fue consagrada en 1899 y es una de las iglesias más antiguas de la Arquidiócesis de Lahore, en Pakistán. Antes fue llamada la "Iglesia de los ferrocarriles".
El padre Andrew Francis era pastor de la Parroquia de San Antonio hasta convertirse en Obispo de Multan en 2000.
El Padre Emmanuel Asi, uno de los teólogos más importantes del país, asumió el cargo de párroco de San Antonio en 2000. 
Con el fin de mejorar las relaciones entre cristianos y musulmanes, funcionarios de la Iglesia de San Antonio organizaron una reunión entre cristianos y musulmanes el 19 de noviembre de 2005, para formar una sociedad cristiano musulmana (un mecanismo de cooperación) en Lahore.